# Retrolidia
Retrolidia (лат.) — род цикадок из подсемейства Neocoelidiinae (Cicadellidae). Встречаются в Западном полушарии (Новый Свет). Неотропика.

## Описание
Длина около 6,7—9,0 мм. Форма удлиненная; crown (макушка головы) сильно выдается за глаза, средняя длина в два раза больше ширины между глазами. Этот род отличается от других Neocoelidiinae тем, что crown параболически выражена и отчетливо вогнутая, предпоследняя пара макросет на заднем бедре близко расположены, а переднее крыло имеет ложное глазное пятно около вершины.

## Классификация
Род был впервые выделен в 2003 году для вида Retrolidia bimaculata. Хотя Retrolidia может подпадать под концепцию Nirvaninae Крамера (1964b), учитывая сильно развитую голову, этот род явно относится к Neocoelidiinae на основании тех же критериев, которые использовались для отнесения Krocodona и Krocozzota к этому подсемейству. Род необычен среди неоцелидиин тем, что у него сильно редуцированы усиковые выступы, поверхность короны совпадает с дорсумом сложных глаз, предпоследняя пара задних бедренных макросет относительно близко расположена, пигофер самца с удлиненным задним отростком, а субгенитальные пластинки с многочисленными дистальными макросетами. Род описан на основе трех видов, известных только из тропических лесов Амазонии. Название рода женское и объединяет префикс retro-, означающий «назад», и -lidia от типового рода Neocoelidiinae.
В 2012 году род был выделен в отдельную трибу Krocodonini (вместе с Krocodona, Krocolidia и Krocozzota) в составе Neocoelidiinae (Cicadellidae).
- Retrolidia bimaculata, Dietrich, 2003[1]
- Retrolidia nigricephala Dietrich, 2003[1]
- Retrolidia serrata Dietrich, 2003[1]